# St. Agatha (Ergoldsbach)

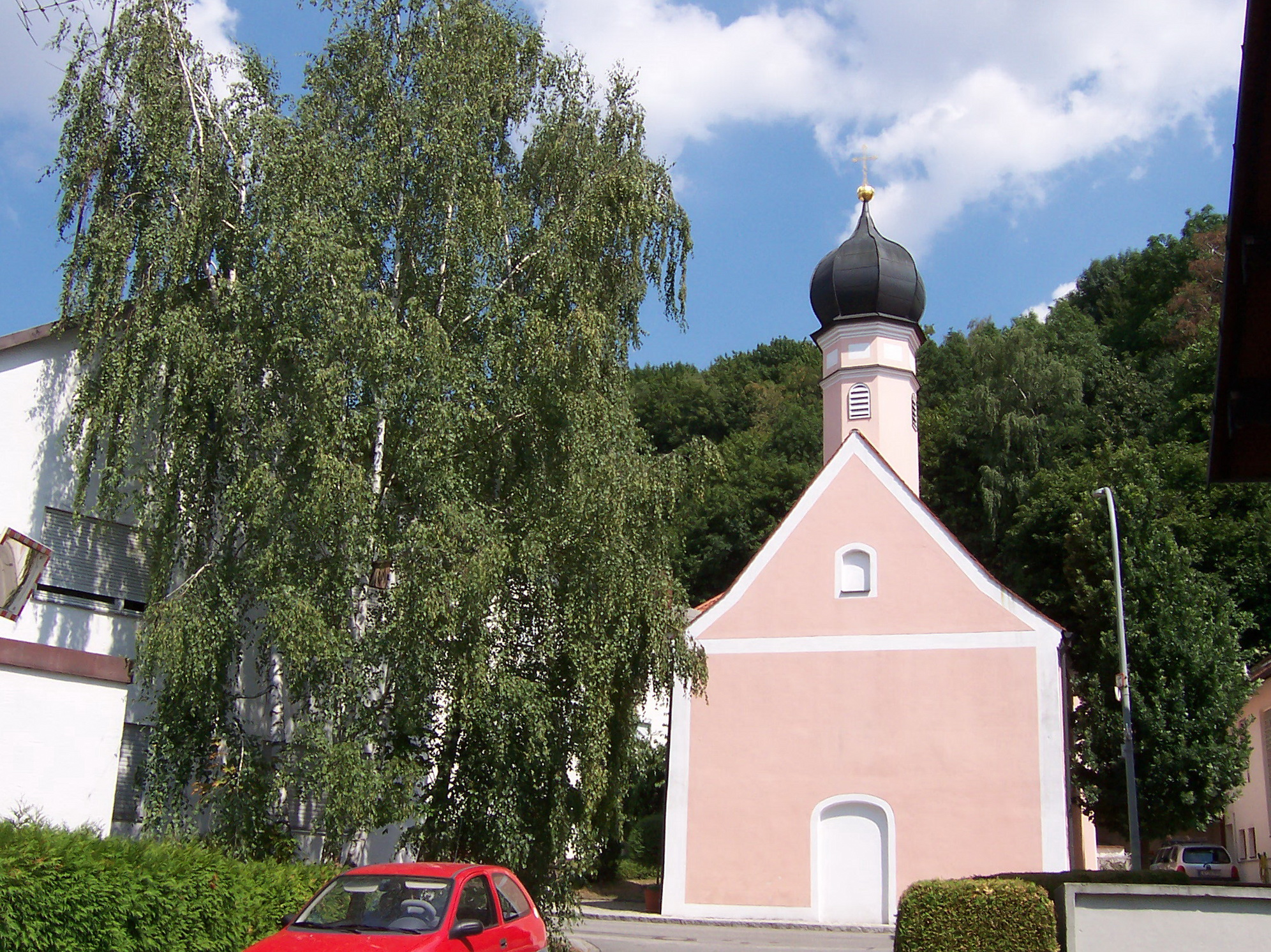
Außenansicht der Nebenkirche St. Agatha von Westen

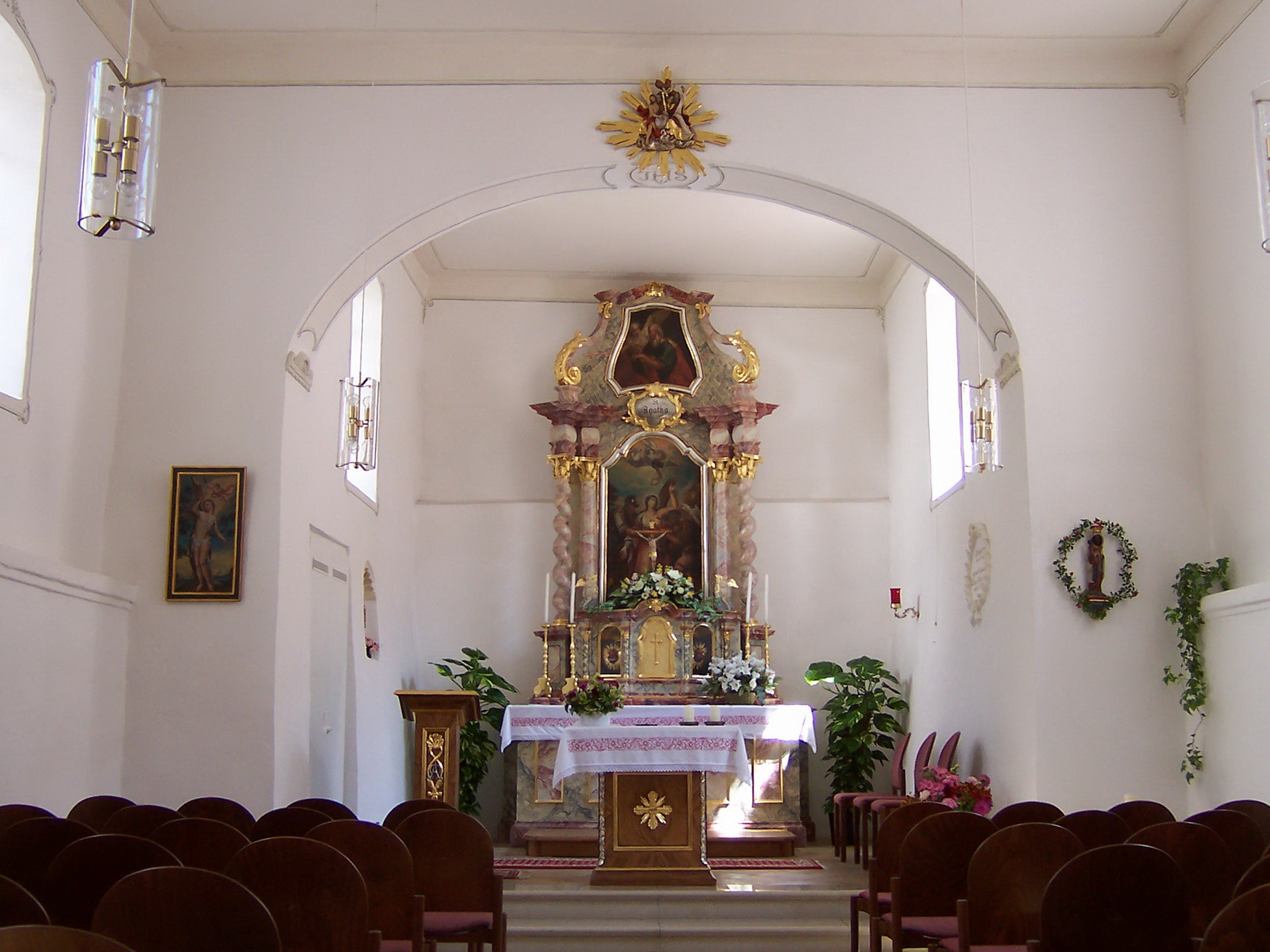
Innenraum

Die römisch-katholische Kapelle St. Agatha im Markt Ergoldsbach im niederbayerischen Landkreis Landshut ist ein im Kern romanischer Saalbau, der an der Wende vom 12. zum 13. Jahrhundert errichtet und im Jahr 1726 barockisiert wurde. Das Kirchlein ist der heiligen Agatha von Catania (Gedenktag: 5. Februar) geweiht und ist als Baudenkmal mit der Nummer D-2-74-127-4 beim Bayerischen Landesamt für Denkmalpflege eingetragen.

## Geschichte
Der im Kern mittelalterliche Bau war am Anfang des 18. Jahrhunderts so baufällig, dass darin fünf Jahre lang keine Messe gelesen werden konnte. Nach dem Marktbrand im Jahr 1726, bei dem auch die damalige Pfarrkirche St. Peter zerstört wurde, diente St. Agatha als Notkirche. Um diese Aufgabe übernehmen zu können, wurde das Bauwerk noch im selben Jahr aufwändig instand gesetzt und im zeittypischen Barockstil umgestaltet.
Im Zuge der Säkularisation hätte das Kirchlein abgerissen werden sollen. Dies konnte das örtliche Magistrat verhindern, indem es der Kirchenverwaltung die Baulast abnahm. Anfang des 19. Jahrhunderts waren erneut Restaurierungsmaßnahmen notwendig, um einen Einsturz von Langhaus und Dachreiter zu verhindern. Seither befindet sich die Kapelle im Besitz der Marktgemeinde Ergoldsbach.
Nach dem Zweiten Weltkrieg wurde die Kirche provisorisch von der neu entstandenen evangelischen Gemeinde genutzt, bis im Jahr 1977 die evangelische Versöhnungskirche nahe dem Schulzentrum fertiggestellt wurde. Seit Ende der 1970er Jahre kamen erneut Pläne auf den Tisch des Marktgemeinderates, das marode Kirchlein abzubrechen. Pfarrer Peter Gruber, der seit 1986 in Ergoldsbach tätig war, konnte dies verhindern, indem er kurz vor seinem Tod im Jahr 1992 eine umfangreiche Sanierung beauftragte. Sein Nachfolger Martin Müller zelebrierte am 17. April 1994 den feierlichen Gottesdienst zur Wiedereröffnung. Seither wird St. Agatha gelegentlich für Gottesdienste und Andachten genutzt. Um einen Raum für neue Andachtsformen zu bieten, wurde bewusst auf den Einbau von Kirchenbänken verzichtet.

## Beschreibung

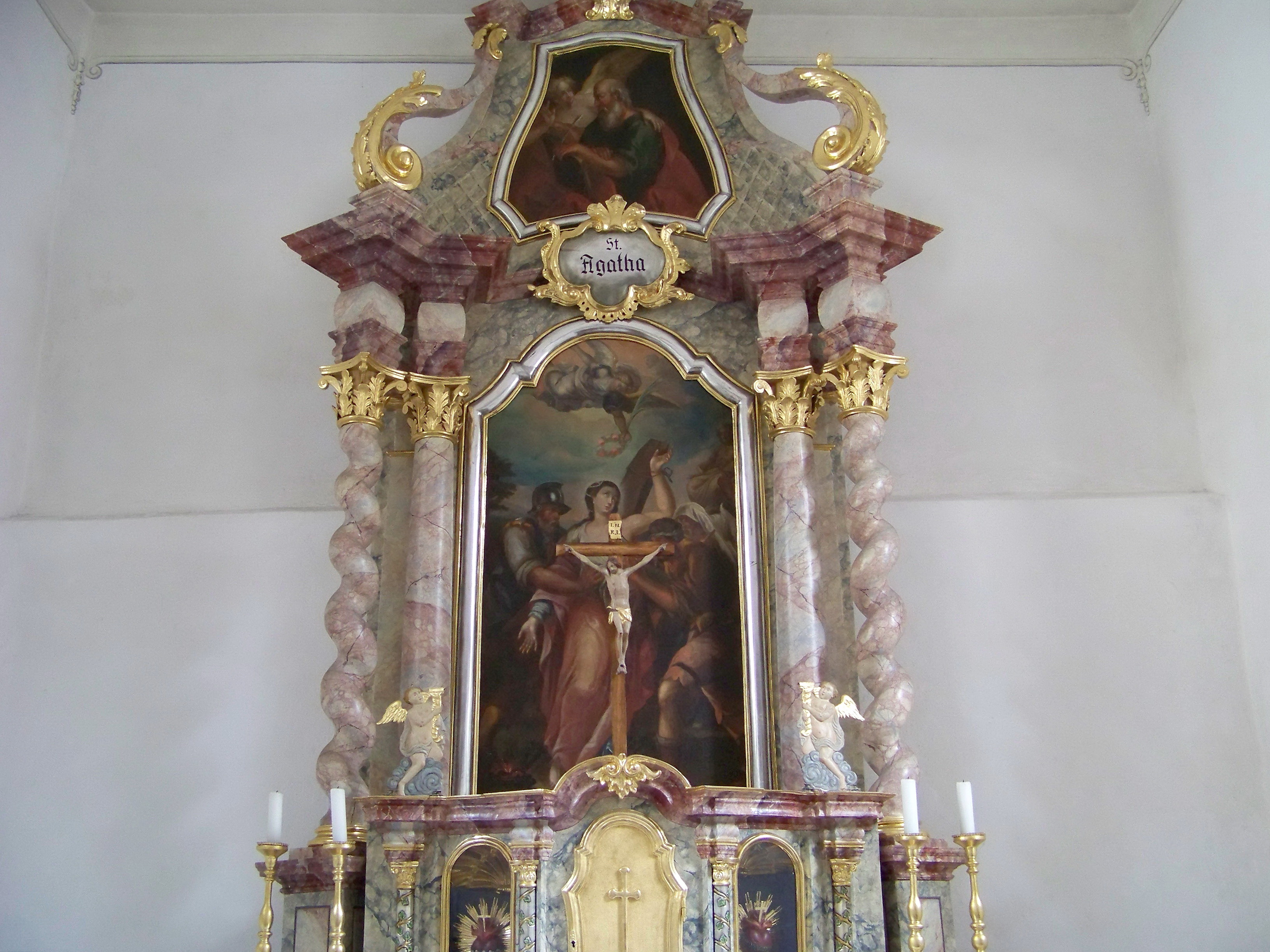
Hochaltar

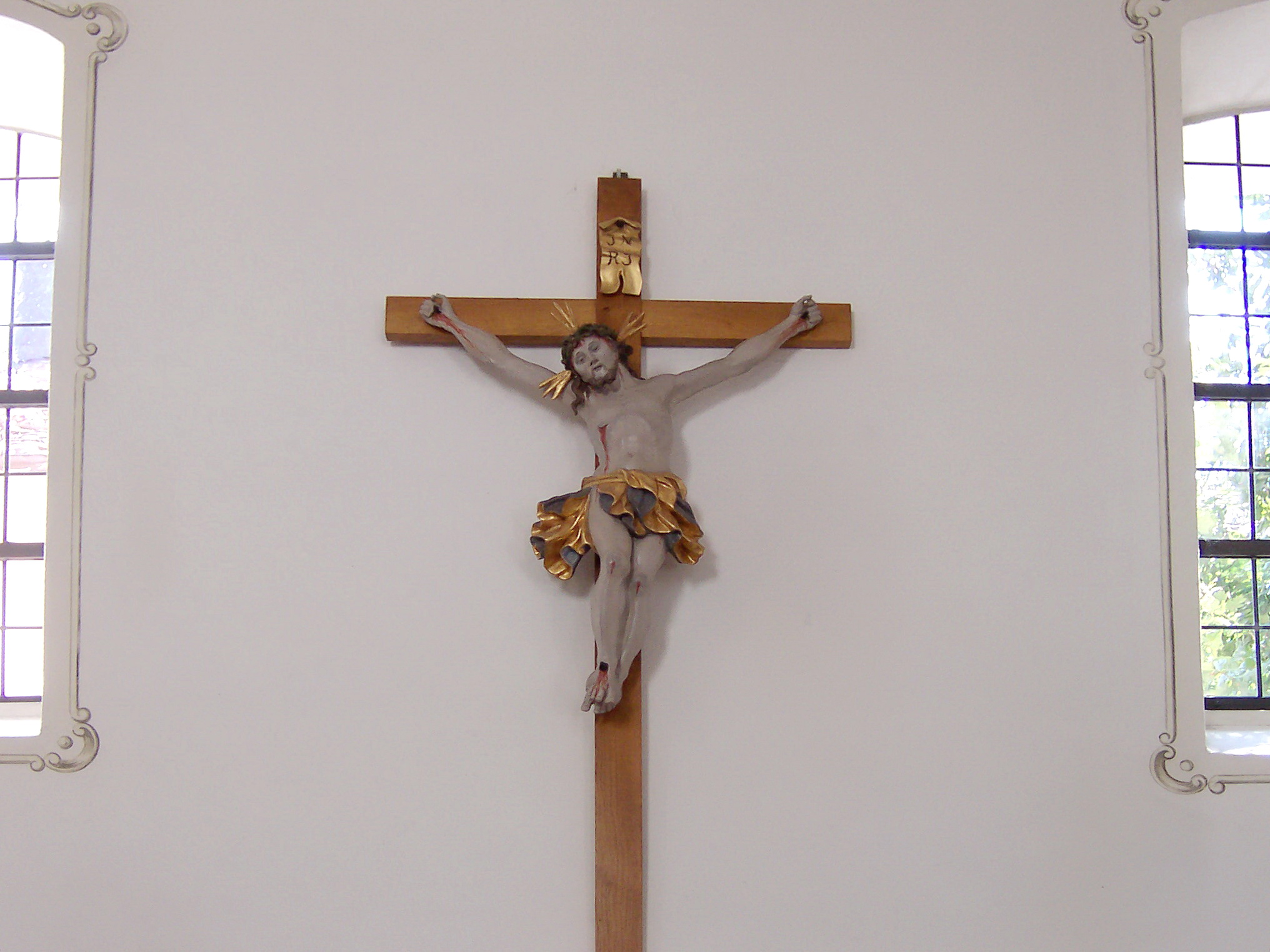
Kruzifix an der Südwand

Der kleine, nach Osten ausgerichtete Saalbau mit einem eingezogenen, annähernd quadratischen Chor und einem Langhaus zu zwei Fensterachsen besitzt einen oktogonalen Dachreiter mit barocker Zwiebelkuppel. Darin befindet sich eine mittelalterliche Glocke mit einem Durchmesser von rund 40 Zentimeter.
Der Innenraum wird von einer Flachdecke überspannt, der Übergang zwischen Langhaus und Chor von einem Stichbogen vermittelt. Oberhalb des Chorbogens sind ein Jesusmonogramm und eine Darstellung der Heiligen Dreifaltigkeit im Halbrelief zu sehen. Ein Gemälde des heiligen Sebastian (links) und eine Altöttinger Gnadenmadonna (rechts) flankieren den Chorbogen. An der Südwand ist ein geschnitztes Kruzifix angebracht.
Der barocke Hochaltar aus der Zeit um 1725 besteht aus einem viersäuligen Aufbau, wobei zwei Säulen glatt und zwei gewunden sind. Der Altarauszug wird von vergoldeten Voluten begleitet. Das Altarblatt zeigt eine Darstellung der Kirchenpatronin Agatha, das Auszugsbild den Evangelisten Matthäus. In einer kleinen, rundbogigen Mauernische in der Nordwand des Chorraumes befindet sich eine Lourdesmadonna.